# GEAS Basket 2018-2019
Questa voce raccoglie le informazioni riguardanti il Geas Basket Sesto San Giovanni nelle competizioni ufficiali della stagione 2018-2019.

## Stagione
Con la promozione dalla serie A2, nella stagione 2018-2019 il Geas Basket Sesto San Giovanni, sponsorizzato Allianz, disputa la Serie A1.

## Verdetti stagionali
Competizioni nazionali
- Serie A1: (24 partite)

stagione regolare: 7º posto su 11 squadre (8-12);
play-off: perde i quarti di finale contro Venezia (0-2).
- Coppa Italia: (3 partite)

Finale persa contro Ragusa.

## Rosa
|    | Naz.                   | Ruolo | Sportivo                | Anno | Alt. |  |             |
| -- | ---------------------- | ----- | ----------------------- | ---- | ---- |  | ----------- |
| 4  | Italia (bandiera)      | A     | Veronica Schieppati     | 1990 | 185  |  |             |
| 5  | Italia (bandiera)      | P     | Giulia Arturi           | 1987 | 175  |  | (cap.)      |
| 6  | Svezia (bandiera)      | A     | Kalis Loyd              | 1989 | 184  |  |             |
| 7  | Italia (bandiera)      | G     | Virginia Galbiati       | 1992 | 173  |  | [ 2 ]       |
| 8  | Italia (bandiera)      | P     | Costanza Verona         | 1999 | 170  |  |             |
| 9  | Italia (bandiera)      | P     | Federica Merisio        | 2003 |      |  | [ 3 ] [ 4 ] |
| 10 | Italia (bandiera)      | A     | Adele Calvi             | 2003 |      |  | [ 3 ] [ 4 ] |
| 11 | Stati Uniti (bandiera) | G     | Brooque Williams        | 1989 | 175  |  |             |
| 12 | Italia (bandiera)      | G     | Marta Pellegrini        | 2002 | 175  |  |             |
| 14 | Italia (bandiera)      | PG    | Ilaria Panzera          | 2002 | 178  |  |             |
| 15 | Italia (bandiera)      | PG    | Maria Beatrice Barberis | 1995 | 180  |  |             |
| 17 | Italia (bandiera)      | A     | Giuditta Nicolodi       | 1995 | 185  |  |             |
| 18 | Italia (bandiera)      | G     | Martina Grassia         | 2001 | 180  |  |             |
| 20 | Italia (bandiera)      | C     | Elisa Ercoli            | 1995 | 190  |  |             |
| 21 | Stati Uniti (bandiera) | A     | Sophie Brunner          | 1995 | 185  |  |             |

## Mercato

### Sessione estiva
Riconfermate il capitano Giulia Arturi, le giocatrici Elisa Ercoli, Virginia Galbiati, Veronica Schieppati, Beatrice Barberis e Ilaria Panzera; la società ha inoltre effettuato i seguenti trasferimenti:
| Acquisti         | Acquisti          | Acquisti       | Acquisti   |
| R.               | Nome              | da             | Modalità   |
| ---------------- | ----------------- | -------------- | ---------- |
| A                | Kalis Loyd        | Flammes Carolo | definitivo |
| P                | Costanza Verona   | Pall. Torino   | definitivo |
| G                | Brooque Williams  | CB Al-Qázeres  | definitivo |
| A                | Giuditta Nicolodi | Le Mura Lucca  | definitivo |
| A                | Sophie Brunner    | Pall. Torino   | definitivo |
| Altre operazioni |                   |                |            |
| R.               | Nome              | da             | Modalità   |
| P                | Federica Merisio  | giovanili      | -          |
| A                | Adele Calvi       | giovanili      | -          |

| Cessioni | Cessioni            | Cessioni         | Cessioni       |
| R.       | Nome                | a                | Modalità       |
| -------- | ------------------- | ---------------- | -------------- |
| A        | Francesca Galli     | -                | fine contratto |
| G        | Camilla Mariani     | -                | fine contratto |
| A        | Cecilia Zagni       | Sanga Milano     | fine contratto |
| A        | Marta Damato        | -                | fine contratto |
| A        | Sanja Orozović      | Spartak Subotica | fine contratto |
| C        | Lucia Decortes      | -                | fine contratto |
| P        | Francesca Gambarini | Basket Carugate  | fine contratto |
| G        | Irene Pusca         | -                | fine contratto |

### Sessione invernale
| Acquisti | Acquisti | Acquisti | Acquisti |
| R.       | Nome     | da       | Modalità |
| -------- | -------- | -------- | -------- |

| Cessioni | Cessioni          | Cessioni    | Cessioni   |
| R.       | Nome              | a           | Modalità   |
| -------- | ----------------- | ----------- | ---------- |
| G        | Virginia Galbiati | Alpo Basket | definitivo |

## Risultati

### Coppa Italia

#### Quarti di finale
| Arbitri: | Valerio Salustri (Roma) Gabriele Gagno (Conegliano) Marco Catani (Pescara) |

|              |          |                        |
| Milić 23     | Punti    | 16 Loyd                |
| Premasunac 5 | Assist   | 5 Arturi, Loyd, Verona |
| Milić 12     | Rimbalzi | 8 Loyd, Panzera        |

#### Semifinale
| Arbitri: | Alessandro Tirozzi (Napoli) Stefano Wassermann (Trieste) Alessandro Saraceni (Bologna) |

|               |          |             |
| Šteinberga 22 | Punti    | 18 Williams |
| Carangelo 3   | Assist   | 4 Williams  |
| Šteinberga 10 | Rimbalzi | 7 Loyd      |

#### Finale
| Arbitri: | Valerio Salustri (Roma) Alberto Scrima (Catanzaro) Marco Catani (Pescara) |

|                        |          |             |
| Hamby 26               | Punti    | 13 Williams |
| Hamby, Harmon, Romeo 3 | Assist   | 4 Williams  |
| Hamby 14               | Rimbalzi | 5 Panzera   |